# Albert Lindqvist
Fritz Axel Albert Lindqvist (* 26. Februar 1888 in Lund; † 28. März 1961 in Malmö) war ein schwedischer Tennisspieler.

## Leben
Lindqvist nahm 1920 am Tenniswettbewerb der Olympischen Sommerspiele in Antwerpen teil. Im Einzel unterlag er zum Auftakt José Miguel Fernández de Liencres, während er im Mixed-Doppel an der Seite von Sigrid Fick ebenfalls in der ersten Runde ausschied.
Neben einer Teilnahme an den Hartplatz-Weltmeisterschaften 1921 (Niederlage zum Auftakt gegen Alfred Beamish) sind nur Teilnahmen an den schwedischen Tennismeisterschaften überliefert. Er wurde dort dreimal im Einzel (1917, 1921, 1922), viermal im Doppel (1917, 1921, 1922, 1924) und zweimal im Mixed-Doppel (1917, 1922) schwedischer Meister.
Lindqvist starb 1961 in Malmö.